# Драгню Стойчев
Драгню Стойчев е български националреволюционер.

## Биография
Драгню Стойчев е роден през 1851 г. в с. Ново село, Троянско (дн. град Априлци). Работи като кафеджия и е заможен гражданин. Член-учредител на Новоселския частен революционен комитет на ВРО.
В неговото кафене се взема историческото решение за избухване на въстанието в с. Ново село (1876). Командир на въстаническа чета, която се сражава при „Дебневския боаз“ и връх Марагидик.
След погрома на въстанието е заловен и осъден от Търновския военно-полеви съд на 15 години затвор. Присъдата изтърпява на остров Кипър и в Диарбекир. Освободен след подписването на Санстефанския мирен договор (1878).
Завръща се в с. Ново село. Избран е за почетен член на Окръжния съд в Севлиево. Народен представител във II обикновено народно събрание. По-късно се установява в с. Сенник, Севлиевско. Негов родственик е първия български космонавт Георги Иванов.